# Berge (Anröchte)
Berge – wieś i zarazem dzielnica gminy Anröchte w powiecie Soest, w kraju związkowym Nadrenia Północna-Westfalia, w rejencji Arnsberg.

## Demografia
Według spisu ludności z końca 2024 roku, w Berge mieszkało 649 mieszkańców.

## Historia
Pierwsze udokumentowane wspomnienie o Berge pochodzi z 1216 roku (Westf. Urkundenbuch VII, Nr. 124). W tym samym roku klasztory Oedingen (obecnie Lennestadt) i Rumbeck (obecnie Arnsberg) wymieniły ziemie w Berge i Seringhausen (obecnie Erwitte) na ziemie w swoim sąsiedztwie ze względu na niekorzystne położenie. W 1302 roku rycerz Hermann von Plettenberg przekazał swoje prawa do posiadłości Berge klasztorowi Oelinghausen. W 1386 i 1424 roku panowie Meschede otrzymali w lenno posiadłość Berge.

### Reorganizacja gmin
Do reorganizacji gmin w 1975 roku Berge było niezależną gminą w powiacie Anröchte. Obecnie Berge jest jedną z 10 wsi gminy Anröchte, utworzonej w 1975 roku.

## Herb
21 lutego 1951 roku rada miejska Berge podjęła decyzję o zakupieniu herbu. Z wyjątkiem drobnych poprawek, Archiwum Państwowe, jako organ ekspercki, zatwierdziło projekt.

## Polityka
Burmistrzem Berge od 2004 roku jest Olaf Reen (CDU/CSU). 18 marca 2025 roku ogłoszono, że Olaf Reen ponownie został nominowany na stanowisko burmistrza.